# 等号
等号表示相等关系的符号，读作“等于”，是在西元1557年由罗伯特·雷科德發明的。在數學等式中，等號被放置在具有相同值的兩個（或更多個）表達式之間。在 Unicode 和 ASCII 中，它是U+003D = 相等符號 ，HTML：&#61;。

## 历史
“相等”在英文中 equals 的詞源為拉丁文“æqualis”（來自 aequus），意為“均勻，相同或相等”。相等符號的第一次使用，出現在威爾斯數學家 罗伯特·雷科德所撰寫的《The Whetstone of Witte》，相當於現代數學表示法的{\displaystyle 14x+15=71}。相等符號的原始形式比現在要寬得多。在他的書中解釋了他的“Gemowe 線”的設計（意思是雙線，拉丁文gemellus）：

… to auoide the tediouſe repetition of theſe woordes : is equalle to : I will ſette as I doe often in woorke vſe, a paire of paralleles, or Gemowe lines of one lengthe, thus: =, bicauſe noe .2. thynges, can be moare equalle.

… to avoid the tedious repetition of these words: "is equal to", I will set (as I do often in work use) a pair of parallels, or Gemowe lines, of one length (thus =), because no two things can be more equal.

根據蘇格蘭聖安德魯斯大學數學史網站：
相等符號 '=' 並不立即流行。符號 || 和 æ（或 œ，來自拉丁文 aequalis，意思是相同）也被用來表達相等，被廣泛應用於 17 世紀。

## 數學意義
在數學中，等號可在特定情況({\displaystyle x=2})中用作簡單的事實語句，或者創建定義(設{\displaystyle x=2})，條件語句（如果 {\displaystyle x=2}，則...），或者表達恆等式{\displaystyle (x+1)^{2}=x^{2}+2x+1}。

## 相關符號

### 約等
表達約等的是「波浪」等號。
- ≈ (U+2248 ≈ UNICODE 2248)
- ≃ (U+2243 ≃ UNICODE 2243)，≈ 和 = 的混合，也用於代表漸近於
- ≅ (U+2245 ≅ UNICODE 2245)，另一個 ≈ 和 = 的混合，有時用來代表同構、同餘關係又或幾何學的全等
- ~ (U+007E ~ UNICODE 007E)，有時用來代表正比、和等價關係有關、幾何學的相似，又或代表隨機變數根據概率分佈的分佈情況。
- ≒ (U+2252 ≒ UNICODE 2252)，用於日本、韓國和臺灣

### 不等
代表不等的是等號加上斜線「≠」（U+2260 ≠ UNICODE 2260）。在LaTeX，此為"\neq"指令。
過去大多數程式語言受限於ASCII 字元集，故以~=、!=、=/=或<>等代表布林運算的不等操作符。

### 恆等
符號「≡」（U+2261 ≡ TRIPLE BAR）代表恒等，也有同餘等意思。

### 人名翻译（日语）
拉丁语的人名中的“-”符号，日文翻译时改用“=”。例，“Hārūn al-Rashīd”（哈伦·拉希德）的日文翻译是“ハールーン・アッ＝ラシード”。